# Attila Pók

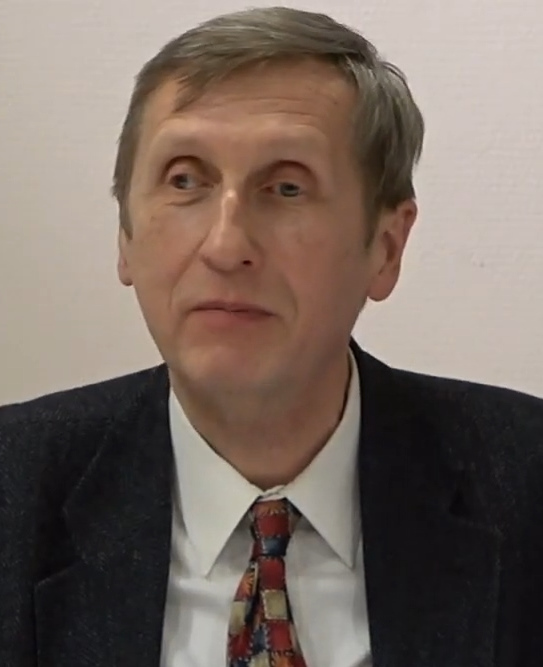
Attila Pók (März 2018)

Attila Pók (geboren 27. Mai 1950 in Budapest) ist ein ungarischer Historiker.

## Leben
Attila Pók studierte von 1968 bis 1973 Geschichte an der Loránd-Eötvös-Universität. Ab 1973 bis 2011 arbeitete er als wissenschaftlicher Angestellter am Institut für Geschichte der Ungarischen Akademie der Wissenschaften (MTA) und wurde stellvertretender Institutsdirektor. Er nahm 1999/2000 eine Gastprofessur für Geschichte an der Columbia University in New York City wahr. Pók arbeitet zur Europäischen Politik- und Geistesgeschichte, zur Geschichte europäischer Geschichtsschreibung im 19. und 20. Jahrhundert und zur Theorie und Methodik der Geschichtswissenschaft. Er ist Mitherausgeber eines Bandes der Oxford history of historical writing.
Pók ist Mitglied im Vorstand des Europäischen Netzwerks Erinnerung und Solidarität und stellvertretender Direktor des Europa-Instituts Budapest. Er ist Geschäftsführer des Verbandes ungarischer Historiker.

## Schriften (Auswahl)
- Klios Schuld, Klios Sühne : politische Wendepunkte und Historie im Karpatenbecken, 1867–2000. Mit einem Vorw. von Andreas Oplatka. Budapest : MTA, 2014
- (Mitherausgeber): Erinnerungsorte in Ostmitteleuropa. München : Oldenbourg, 2011
- Zwischen Amnesie und Nostalgie: Ungarische Erinnerungskulturen. Vortrag. Zentrum für Angewandte Kulturwissenschaft u. Studium Generale, Karlsruher Institut für Technologie (KIT), 2010
- The politics of hatred in the middle of Europe: scapegoating in twentieth century Hungary: history and historiography. Szombathely : Savaria University Press, 2009 PDF
- mit Jörn Rüsen, Jutta Scherrer (Hrsg.): European history: challenge for a common future. Hamburg : Ed. Körber-Stiftung, 2002
- Einige Gedanken zur Geschichte und Geschichtsschreibung in Ungarn 1990–2000, in: Österreichische Osthefte. 2002, S. 315–325
- mit Olli Vehviläinen (Hrsg.): Hungary and Finland in the 20th century. Helsinki : Suomalaisen Kirjallisuuden Seura, 2002
- (Hrsg.): The fabric of modern Europe : studies in social and diplomatic history ; essays in honour of Éva Haraszti Taylor on the occasion of her 75th birthday. Nottingham : É. Haraszti Taylor in association with Astra Press, 1999
- mit Randolph L. Braham (Hrsg.): The Holocaust in Hungary : fifty years later. New York : Columbia Univ. Press, 1997
- Germans, Hungarians and the destruction of hungarian Jewry, in: David Cesarani (Hrsg.): Genocide and Rescue: The Holocaust in Hungary, 1944. New York : Berg, 1997
- A selected bibliography of modern historiography. New York : Greenwood Press, 1992
- mit György Ránki (Hrsg.): Hungary and European civilization. Budapest : Akadémiai Kiadó, 1989